# Publicidade de cosméticos
A publicidade de cosméticos é frequentemente criticada por conter inúmeras impropriedades científicas e forjar concepções que são posteriormente absorvidas pelo meio jornalístico.